# Castilleae
Castilleae je tribus biljaka iz porodice dudovki koji je ime dobio po rodu kastila (Castilla), korisnom drveću iz Srednje i Južne Amerike.
Tribus se satoji od dva podtribusa s ukupno 9 rodova.

## Podtribusi
1. Antiaropsineae (C.C.Berg) Clement & Weiblen
2. Castillineae Clement & Weiblen